# Synaphris toliara
Synaphris toliara är en spindelart som beskrevs av Miller 2007. Synaphris toliara ingår i släktet Synaphris och familjen Synaphridae.
Artens utbredningsområde är Madagaskar. Inga underarter finns listade i Catalogue of Life.